# فوهوجيرفي
فوهوجيرفي هي بحيرة تقع في جنوب فنلندا. وهي تقع على الحدود بين منطقتي سافو الجنوبية وكومنلاكسو، غالبية البحيرة تقع في كومنلاكسو. وهي عميقة جدا بالمقارنة مع البحيرات الأخرى في المنطقة، حيث يبلغ أقصى عمق فيها 75.51 متر (247.7 قدم) مما يجعلها أعمق بحيرة في فنلندا. الحالة البيئية للبحيرة جيدة ومياه البحيرة صافية جدا. هناك ما يقرب من 90 جزيرة، أكبرها جزيرة كنانساري.

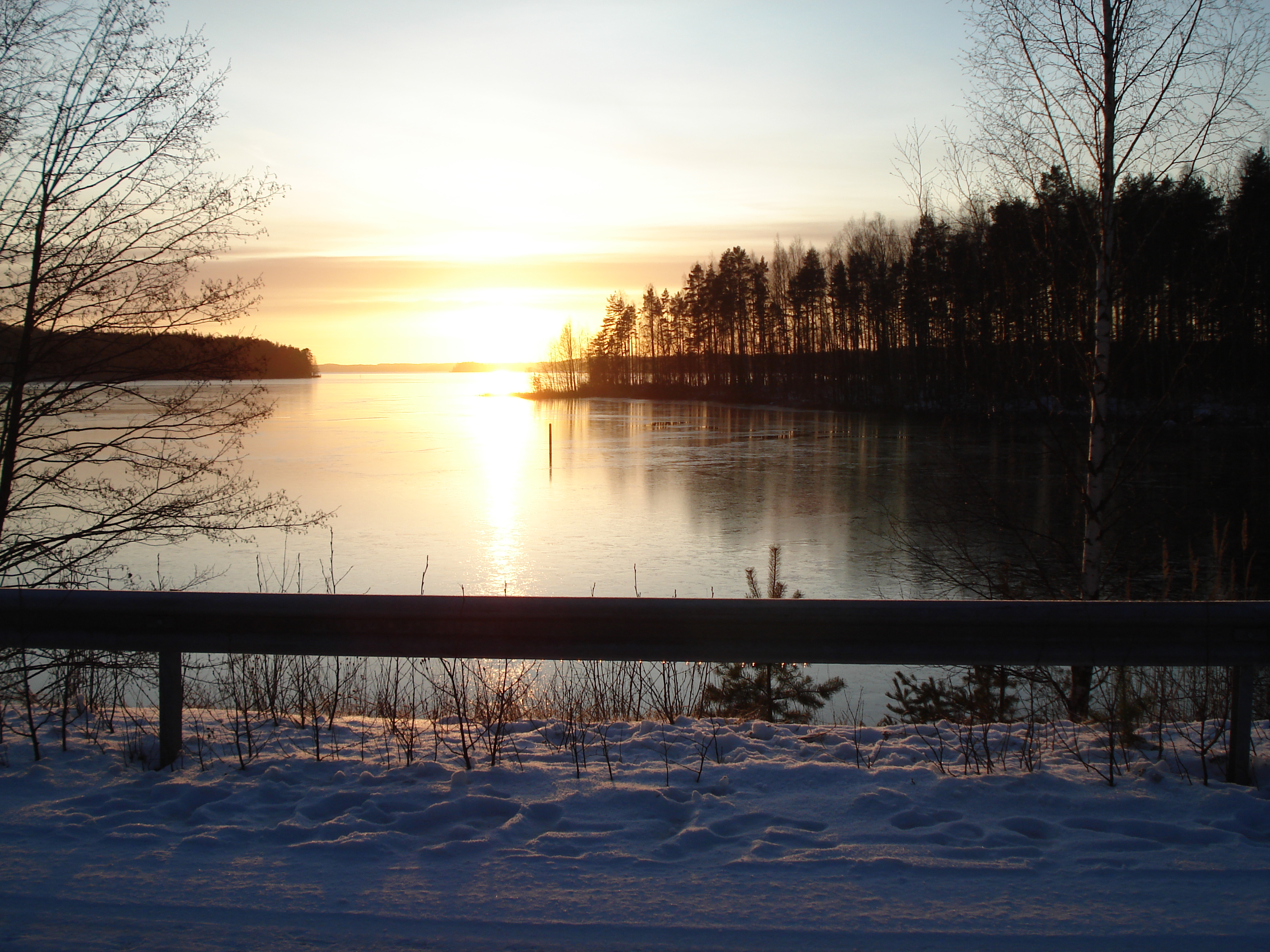
فوهوجيرفي

## تأريخها
البحيرة تمتلك تقليد قديم وطويل من طفو الشجر

## روابط خارجية
Vuohijärvi in Järviwiki Web Service (بالإنجليزية)
‌